# دیوان بلخ
«دیوانِ بلخ» حکایتِ شفاهیِ کهنی در ایران است که ضبطِ مکتوب هم دارد. مضمونِ اصلیِ این داستان در ادب فارسی نشان دادنِ فسادِ اجتماعی است که در او گمراهی قاعده و درستکاری استثنا و محکوم است. صورت‌هایی از این حکایت در کتاب‌های فضل‌الله مهتدی صبحی و دیگرانی بارها نقل شده. نامدارترین اقتباسش نمایشنامهٔ دیوان بلخِ بهرام بیضایی بوده است.

## پیوند به بیرن
- داستانِ «دیوانِ بلخ» در ایران اینترنشنال در یوتیوب